# Hurricane (пісня Каньє Веста)
«Hurricane» — пісня американського репера Каньє Веста, що вийшла 14 вересня 2021 року як головний сингл з його десятого студійного альбому Donda. Пісня містить гостьові участі від канадського співака The Weeknd та американського репера Lil Baby. Спочатку планувалося включити цю пісню до альбому Каньє Веста Yandhi, який зрештою було скасовано.
У тексті пісні Вест торкається особистих тем. «Hurricane» отримав загалом позитивні відгуки від музичних критиків, які здебільшого відзначили особливість Weeknd. Деякі високо оцінили креативність пісні, а деякі з них дали компліменти куплету Lil Baby. Кілька видань, зокрема Complex і Slant Magazine, включили його до списків на кінець 2021 року. Пісня виграла в номінації «Найкраще мелодійне реп-виконання» на 64-й щорічній церемонії «Греммі», що призвело до того, що Каньє Вест зрівняв рекорд Jay-Z за кількістю «Греммі» серед реперів.
«Hurricane» посіла шосте місце в чарті Billboard Hot 100, а також зайняла перше місце в чартах Hot R&B/Hip-Hop Songs, Gospel Songs і Christian Songs. Пісня потрапила в топ-10 у 10 інших країнах, включаючи Нову Зеландію та Великобританію. Він був сертифікований платиновим у Сполучених Штатах.

## Передісторія
Пісня була вперше представлена офіційно 22 липня 2021 під час прослуховування на Мерседес-Бенц Стедіум. Версія, яку грали на вечірці для прослуховування, містила хук, який був «сильно автоналаштований» та виконаний самим Каньє Вестом. В інтерв'ю, опублікованому GQ 2 серпня, Weeknd заявив, що «я хотів би знову попрацювати з Каньє. Особливо над продюсуванням». Незабаром після цього Вест виклав на своїй сторінці в Інстаграмі фотографію зі свого журналу дзвінків, яка включала «Abel Weeknd», що призвело до припущення, що Weeknd буде на альбомі Donda. «Hurricane» знову прозвучала 5 серпня 2021 року на другій вечірці на стадіоні Mercedes Benz, за участю Weeknd.

## Музичне відео
Прем'єра кліпу на «Hurricane» відбулася 8 березня 2022 року. У листопаді 2020 року на Мангеттені кліпмейкер Хайп Вільямс, найчастіший компаньйон Каньє Веста, зняв перші кадри музичного відео. З'явилися фотографії зі зйомок, на яких видно, що Вільямса на знімальному майданчику разом з Вестом та Lil Baby. Врешті-решт Каньє зняв анімаційне CGI музичне відео за допомогою французького режисера Арно Брессона, який також зняв візуальний ряд для треку Heaven and Hell. Продюсуванням займалася Лора Салгон із використанням методу захоплення руху.

## Чарти
| Чарт (2021)                               | Пікова позиція |
| ----------------------------------------- | -------------- |
| Австралія (ARIA)                          | 4              |
| Австрія (Ö3 Austria Top 75)               | 23             |
| Канада (Canadian Hot 100)                 | 4              |
| Чехія (Singles Digitál Top 100)           | 31             |
| Данія (Tracklisten)                       | 5              |
| Фінляндія (Suomen virallinen lista)       | 13             |
| Франція (SNEP)                            | 41             |
| Billboard Global 200                      | 5              |
| Німеччина (Media Control AG)              | 37             |
| Греція International (IFPI)               | 14             |
| Угорщина (Stream Top 40)                  | 29             |
| Ісландія (Plötutíðindi)                   | 7              |
| India International Singles (IMI)         | 17             |
| Ірландія (IRMA)                           | 7              |
| Італія (FIMI)                             | 49             |
| Литва (AGATA)                             | 14             |
| Нідерланди (Mega Single Top 100)          | 28             |
| Нова Зеландія (RIANZ)                     | 3              |
| Норвегія (VG-lista)                       | 3              |
| Португалія (AFP)                          | 14             |
| Сінгапур (RIAS)                           | 26             |
| Словаччина (Singles Digitál Top 100)      | 18             |
| Південна Африка (RISA)                    | 1              |
| Швеція (Sverigetopplistan)                | 8              |
| Швейцарія (Media Control AG)              | 9              |
| Велика Британія (Official Charts Company) | 7              |
| Велика Британія (UK R&B Chart)            | 2              |
| США (Billboard Hot 100)                   | 6              |
| 1                                         |                |
| США Gospel Songs (Billboard)              | 1              |
| США (Hot R&B/Hip-Hop Songs) (Billboard)   | 1              |
| США (Mainstream Top 40) (Billboard)       | 40             |
| США (Rhythmic) (Billboard)                | 9              |
| США Rolling Stone Top 100                 | 1              |

| Чарт (2021)                           | Позиція |
| ------------------------------------- | ------- |
| США Christian Songs (Billboard)       | 2       |
| США Gospel Songs (Billboard)          | 1       |
| США Hot R&B/Hip-Hop Songs (Billboard) | 55      |

## Сертифікації
| Регіон                                                      | Сертифікація  | Продажі   |
| ----------------------------------------------------------- | ------------- | --------- |
| Канада (Music Canada)                                       | Платиновий    | 80 000    |
| Велика Британія (BPI)                                       | Срібний       | 200 000   |
| США (RIAA)                                                  | 2× Платиновий | 2 000 000 |
| продажі+прослуховування, що базуються лише на сертифікаціях |               |           |